# Achandara (Gudauta)
Achandara (en georgiano: აჭანდარა; en abjasio: Аҷандара) es un pueblo que pertenece a la parcialmente reconocida República de Abjasia, parte del distrito de Gudauta, aunque de iure pertenece al municipio de Gudauta de la República Autónoma de Abjasia de Georgia.

## Toponimia
Según la leyenda, el pueblo fue atacado en un pasado lejano por enemigos que capturaron a toda la población local, su ganado y también robaron todas sus propiedades. Las únicas dos personas que escaparon del cautiverio fueron una anciana que apenas se movía y un cazador llamado Chandar, que no estaba presente en el pueblo ese día. A su regreso, Chandar se enteró por la anciana de lo sucedido y se dispuso a perseguir al enemigo. Los alcanzó en la garganta entre dos peñascos, desde donde atacó a los enemigos. Por su acto heroico, Chandar ayudó a liberar a todos los aldeanos capturados, pero terminó la pelea gravemente herido. Agradecidos, los aldeanos le hicieron una camilla con las ramas del árbol más cercano y lo llevaron desde las montañas hasta el pueblo, donde finalmente murió. Las ramas utilizadas en la camilla, manchadas con la sangre de Chandar, fueron clavadas en el suelo por los aldeanos y echaron raíces muy rápidamente. Por lo tanto, en honor a la memoria de Chandar, los aldeanos nombraron a los árboles que crecen de estas ramas de Acandarcla (se trataba de un plátano oriental) y luego cambiaron el nombre de su aldea por Acandar (donde hay árboles de Chandar en abjasio). Hay un enorme plátano en el pueblo, que se estima que tiene mil años.

## Geografía
Achandara se encuentra recorrido por el arroyo Dochurta y está situado a 15 km al noreste de Gudauta. El pueblo limita con los montes de Bzipi en el norte, Duripshi en el oeste; Aatsi por el este y el pueblo de Abgharjuki al sur. En el pueblo de Achandara hay una cueva kárstica como en muchas partes de Abjasia, la cueva de Jabyu.
Aquí también se encuentra la montaña Didripsh (919 m), uno de los siete altares de Abjasia con ruinas de un antiguo templo cristiano (cuyos sacerdotes del santuario eran representantes de la familia local Chachba).

## Historia
En las cercanías de Achandara también hay dólmenes que datan del segundo milenio antes de Cristo.
Achadara está situado en la región histórica de Bzipi. Desde la guerra en Abjasia (1992-1993), una parte de la población abjasia se mudó (principalmente a Sujumi).

## Demografía
La evolución demográfica de Achandara entre 1886 y 2011 fue la siguiente:
| 1087                                                | 1787 | 1759 | 1522 | 1226 |
| (Fuente: Population of Abkhazia since Soviet times) |      |      |      |      |

La población ha disminuido desde la década de 1930, incluido un importante descenso por la guerra. Actualmente, y en el pasado también, la inmensa mayoría de la población son abjasios.
|              | 2011      | 2011       |
| Grupo étnico | Población | Porcentaje |
| ------------ | --------- | ---------- |
| Georgianos   | 0         | 0%         |
| Abjasios     | 1217      | 99,3%      |
| Rusos        | 7         | 0,6%       |
| Armenios     | 1         | 0,1%       |
| Total        | 1226      | 100%       |

## Cultura

### Gastronomía
En el pueblo se produce un tipo de vino tinto espumoso que se conoce como vino achandara. Se produce con uvas isabella cultivadas en Abjasia y se elabora desde 1981. Para la producción de achandara, las uvas se cosechan con un contenido de azúcar de al menos el 17%. 

## Personajes ilustres
- Alexei Chachba (1925-1996): compositor, profesor de música y musicólogo abjasio, uno de los fundadores de la música profesional abjasia.
- Anatoli Jagba (1940-2012): músico abjasio que fue Artista de Honor de la RASS de Abjasia (1987) y Artista del Pueblo de la República de Abjasia.
- Vasili Tsargush (1938-2021): compositor, etnógrafo y musicólogo abjasio, galardonado como artista del Pueblo de la República de Abjasia.